# 鄴之戰 (前236年)
鄴之战，是前236年发生的秦国攻克趙国鄴城、閼与等十一城的战役。
前236年，秦国統一战争正在准备中。趙国将軍龐煖攻打燕国，秦国于是乘机攻打趙国。王翦率领秦军，副将桓齮、末将楊端和。
鄴城周边九城被秦军攻克。王翦再克閼与、轑陽，全軍併為一軍。十八日後，王翦在军糧問題上出現問題，於是下令軍功斗食（爵位）以下回国，再從軍队抽选十分之二精鋭，率領這些精銳攻下鄴、安陽（轑陽）。